# Clara Huet
Pour les articles homonymes, voir Huet.
Clara Huet, née le 5 septembre 1989 à Charenton-le-Pont, est une actrice, gymnaste et mannequin française.
Elle est principalement connue pour ses rôles dans Christ(off), Vénéneuses et Caïn.

## Biographie
Clara Huet est née le 5 septembre 1989 à Charenton-le-Pont dans le département du Val-de-Marne. Elle passe son enfance dans la ville de Lésigny. Scolarisée à l’école élémentaire Villarceau, elle intègre ensuite le collège des Hyverneaux.
À l'âge de dix ans, elle intègre une formation de gymnastique rythmique et sportive. En 2003, ses performances lui valent d'être choisie pour faire partie du pôle Espoir de gymnastique rythmique d’Évry afin d'intégrer ensuite l’équipe de France junior. Elle participe ensuite aux sélections pour les Jeux olympiques de Pékin en 2008.
Elle quitte ensuite le milieu de la gymnastique pour commencer une carrière d'actrice. En 2010, elle suit une formation au studio Pygmalion à Paris. Quelques mois plus tard, elle décroche le premier rôle dans l'épisode Un petit coin de paradis de la série Joséphine, ange gardien.
Elle entame ensuite une formation théâtrale à l’école Jean Périmony à partir de 2011, puis intègre les Mugler Follies, un spectacle de cabaret en décembre 2013. En parallèle, elle poursuit une carrière dans le mannequinat qu'elle avait commencée quelques années plus tôt.
En 2015, elle incarne Roxane dans la pièce Cyrano de Bergerac au Théâtre 14 Jean-Marie Serreau à Paris. La même année, elle incarne Candice, la maîtresse de Valentin Zuycker, dans la saison 3 de la série Caïn,.
En 2018, elle est à l'affiche de la comédie Christ(off), réalisée par Pierre Dudan, où elle donne la réplique à Michaël Youn, Bernard Le Coq et Victoria Bedos.
En décembre 2020, elle incarne Madame de Montespan dans la saison 4 de l'émission La Guerre des trônes, la véritable histoire de l'Europe.
En 2020 et 2021, elle incarne également plusieurs figures féminines historiques dans les scènes de reconstitution de l'émission Secrets d'Histoire présentée par Stéphane Bern (Agrippine la Jeune, Élisabeth en Bavière…).

## Théâtre
- 2015 : Cyrano de Bergerac d'Edmond Rostand, mise en scène d'Henri Lazarini (Théâtre 14)
- 2016 : La Rivière d'après Jez Butterworth, mise en scène de Jérémie Lippmann (Comédie des Champs-Élysées)
- 2017 : #JeSuisLeProchain  de Mickaël Délis, mise en scène Mickaël Délis
- 2024 : Pauvre Bitos ou le Dîner de têtes de Jean Anouilh, mise en scène Thierry Harcourt, théâtre Hébertot

## Filmographie

### Cinéma
- 2017 : Vénéneuses : Julia
- 2018 : Christ(off) : Marie-Madeleine

### Télévision

#### Séries télévisées
- 2011 : Le Jour où tout a basculé : Vahina (saison 1, épisode Règlement de compte à mon travail)
- 2011 : Joséphine, ange gardien : Sophie (saison 13, épisode Un petit coin de paradis)
- 2013 : Petits secrets entre voisins : Charlène (saison 1, épisode 5)
- 2015 : Caïn : Candice (saison 3, épisodes 7 et 8)
- 2022 : Un si grand soleil : Aurore Verneuil
- 2024 : Louis XIV et ses espions : Mme de Montespan

#### ÉmissionSecrets d'Histoire
- 2020 : Agrippine : tu seras un monstre, mon fils... : Agrippine la Jeune
- 2020 : Vauban, le roi et les forteresses : Jeanne d’Osnay
- 2020 : Guillaume le Conquérant : à nous deux l'Angleterre ! : Mathilde
- 2020 : La Duchesse de Berry, une rebelle chez les Bourbons ! : Madame de Kersabiec
- 2020 : Beethoven, tout pour la musique : Cantatrice
- 2021 : Néron, le tyran de Rome : Agrippine la Jeune
- 2021 : Élisabeth, la drôle de reine de Belgique : Élisabeth en Bavière

#### ÉmissionLa Guerre des trônes, la véritable histoire de l'Europe
- 2020 : La Guerre des trônes, la véritable histoire de l'Europe (saison 4) : Athénaïs de Montespan